# Timori zöldgalamb
A timori zöldgalamb (Treron psittaceus vagy Treron psittacea) a madarak osztályának galambalakúak (Columbiformes) rendjéhez és a galambfélék (Columbidae) családjához tartozó faj.
A magyar név forrással nincs megerősítve, lehet, hogy az angol név tükörfordítása (Timor Green-pigeon).

## Rendszerezése
A fajt Coenraad Jacob Temminck holland ornitológus írta le 1808-ban, a Columba nembe Columba Psittacea néven.

## Előfordulása
Főleg Kelet-Timor területén honos, de Indonézia kis részén is előfordul. Természetes élőhelyei a szubtrópusi vagy trópusi síkvidéki esőerdők. Állandó, nem vonuló faj.

## Megjelenése
Testhossza 31-33 centiméter. Tollazata szürkészöld.

## Természetvédelmi helyzete
Az elterjedési területe nagyon kicsi és gyorsan csökken, egyedszáma 660-2000 példány közötti és szintén csökken. A Természetvédelmi Világszövetség Vörös listáján veszélyeztetett fajként szerepel.